# Кона Фајете (Терамо)
Кона Фајете (итал. Cona Faiete) је насеље у Италији у округу Терамо, региону Абруцо.
Према процени из 2011. у насељу је живело 48 становника. Насеље се налази на надморској висини од 977 м.